# Gornji Suhor pri Vinici
Gornji Suhor pri Vinici este o localitate din comuna Črnomelj, Slovenia, cu o populație de 35 de locuitori.